# Fernando de la Rúa
  Fernando de la Rúa    (Córdoba, 15 de setembre de 1937 - Loma Verde, 9 de juliol de 2019) va ser un polític i advocat argentí, militant de la Unión Cívica Radical. Desenvolupà diferents càrrecs executius i legislatius al llarg de la seva carrera. Va ser tres vegades senador i una vegada diputat al Congrés Nacional. Va ser també alcalde de la ciutat de Buenos Aires. Finalment, va ocupar la presidència de la Nació des de l'any 1999 fins a l'any 2001, quan va presentar la seva renúncia durant les tràgiques protestes de desembre.